# Britannic (paquebot de 1930)
Vous lisez un « article de qualité » labellisé en 2014.
Pour les articles homonymes, voir Britannic (homonymie).
Le Britannic est un paquebot transatlantique britannique mis en service en 1930 par la White Star Line. C'est le troisième navire de la compagnie à porter ce nom. De taille moyenne et de vitesse faible comparé à ses concurrents directs, le navire est conçu pour transporter les passagers à des tarifs moindres, tout en offrant des conditions de confort comparables aux navires express. Après avoir connu le succès lors de son entrée en ligne, il est rejoint par un sister-ship, le Georgic, en 1932.
Affecté à la ligne transatlantique entre Liverpool et New York, ainsi qu'à des croisières durant l'hiver, il change de route pour partir de Londres lorsque la White Star fusionne avec la Cunard Line en 1934. Durant la Seconde Guerre mondiale, il est affecté au transport de troupes et ne reprend son service commercial qu'en 1948. Sa carrière peu troublée se poursuit jusqu'en 1960, lorsque le vieillissement de ses machines pousse la Cunard à le retirer du service et à le vendre à des démolisseurs. C'est le dernier navire de la White Star Line à être retiré du service.
Avec son sister ship, le Britannic est le seul navire de la compagnie à être propulsé par des moteurs Diesel. Malgré ses petites dimensions comparé aux grands paquebots qui assurent le service rapide de l'Atlantique Nord, le Britannic est lors de sa mise en service le plus gros navire à moteur britannique. Ses installations sont par ailleurs des plus modernes, décorées dans les styles en vogue dans les années 1920, puis à partir de 1948, dans le style Art déco.

## Histoire

### Conception et construction

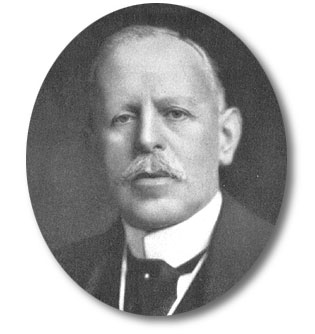
Le Britannic est l'un des deux navires construits sous l'impulsion de Lord Kylsant pour la White Star Line.

Au milieu des années 1920, l'International Mercantile Marine Co. (IMM), groupement américain de compagnies maritimes, émet le désir de se débarrasser de ses entreprises britanniques, parmi lesquelles la plus importante est la White Star Line. Le 1er janvier 1927, la vente de la compagnie à Lord Kylsant, propriétaire de la Royal Mail Steam Packet Company prend effet, mettant Kylsant à la tête du plus grand groupe maritime au monde. À cette époque, la flotte de la compagnie est vieillissante et Kylsant envisage rapidement des programmes de construction, l'enjeu étant double pour lui puisqu'il est également depuis 1924 à la tête des chantiers navals Harland & Wolff, constructeurs attitrés des navires de la compagnie depuis les années 1860.
Deux projets sont menés côte à côte. Le premier, déjà vaguement envisagé lorsque la compagnie appartenait encore à l'IMM, concerne la construction d'un nouveau paquebot pour le service rapide de l'Atlantique Nord, destiné à battre les records symboliques des 300 mètres (1 000 pieds) et des 30 nœuds. Le projet n'aboutit jamais. Le second concerne la construction d'un navire à l'apparence proche, mais aux dimensions et à la vitesse nettement plus réduites. Il s'agit de remplacer progressivement, sur un service transatlantique plus long, donc moins cher mais tout aussi luxueux, les Big Four mis en service au début du siècle. Ce nouveau navire doit permettre d'exploiter une nouvelle clientèle apparue au milieu des années 1920, désireuse de voyager confortablement, mais préférant sacrifier la vitesse de traversée pour des prix plus abordables. Cette clientèle de « classe cabine » bénéficie ainsi d'un confort similaire à la première classe des paquebots classiques, tout en payant des tarifs à peine supérieurs à ceux de leur deuxième classe. Le premier des « cabin ships » commandés par la White Star Line est donc le Britannic.
Sous l'impulsion de Kylsant, la compagnie s'ouvre à la modernité en choisissant une propulsion Diesel pour son nouveau navire. L'entreprise s'était jusque-là illustrée par son conservatisme en matière de propulsion, préférant les machines alternatives éprouvées depuis la fin du siècle précédent à la turbine, plus efficace (deux navires à turbine seulement ont été commandés par la compagnie durant toute son histoire, le Vedic et le Doric). Commande est passée aux chantiers Harland & Wolff et la quille du Britannic, portant le numéro 807, est posée le 14 avril 1927, avant même celle de l'Oceanic, l'autre projet (jamais achevé), imaginé par Kylsant.
La construction se poursuit à grands pas, le navire étant rendu encore plus nécessaire par la perte du Celtic en décembre 1928 et le Britannic est lancé le 6 août 1929. Il est alors le deuxième plus gros paquebot à moteur au monde, derrière l'Augustus, de pavillon italien. Le navire est ensuite aménagé et est terminé au printemps suivant. Il effectue durant trois jours des essais en mer à partir du 25 mai 1930, puis est livré à sa compagnie.

### Premières années

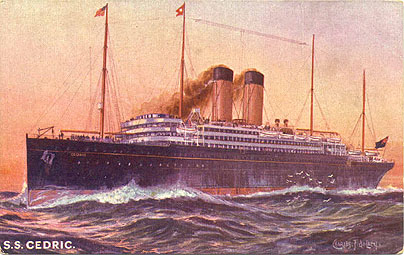
Le, l'un des premiers compagnons de route du Britannic, illustre bien le fossé esthétique entre ce navire et ses aînés.

Lorsque le Britannic entre en service, la crise économique de 1929 modifie profondément le trafic maritime sur la ligne de l'Atlantique Nord. Les passagers sont moins nombreux et aspirent à des tarifs moins élevés. Beaucoup de navires de la White Star Line, au mieux sous-utilisés, comme le Calgaric, l'Albertic, le Laurentic ou le Megantic qui desservaient le Canada, doivent assurer des croisières à bas prix pour rapporter un peu d'argent. Le Britannic, qui offre des tarifs plus abordables et consomme moins de carburant, est ainsi un navire idéalement adapté à la nouvelle donne économique.
L'arrivée du paquebot à Liverpool après ses essais connaît un net succès : la presse est dithyrambique à son sujet, d'autant que des journalistes et des personnalités prestigieuses du monde maritime ont eu l'occasion d'expérimenter le paquebot lors de son voyage entre les chantiers et son port d'attache. Le 28 juin 1930, 14 000 personnes se pressent pour assister au départ de son voyage inaugural, à destination de New York en passant par Glasgow et Belfast. Il reste ensuite affecté à cette ligne durant l'été, accompagné des vieillissants Cedric, Baltic et Adriatic. Durant l'hiver, le paquebot effectue des croisières dans les îles, au départ de New York. Il se révèle être le navire le plus rentable de la compagnie.
En 1932, le Britannic est rejoint par un jumeau, le Georgic, dernier navire construit pour la White Star, pour compenser l'abandon de la construction de l'Oceanic. Tous deux assurent les mêmes routes et il se dit à l'époque qu'il s'agit des seuls navires britanniques véritablement rentables,. En 1933, alors que la White Star n'exploite plus que cinq navires sur l'Atlantique Nord (les deux cabin ships, l'Olympic et le Majestic sur la ligne de New York, ainsi que le Laurentic sur la ligne du Canada), le Britannic effectue une traversée à une vitesse de 19,5 nœuds, bien supérieure à ses performances espérées, en transportant à son bord 1 103 passagers, plus grand nombre de personnes transportées à bord d'un paquebot cette année-là.

### Cunard - White Star Line

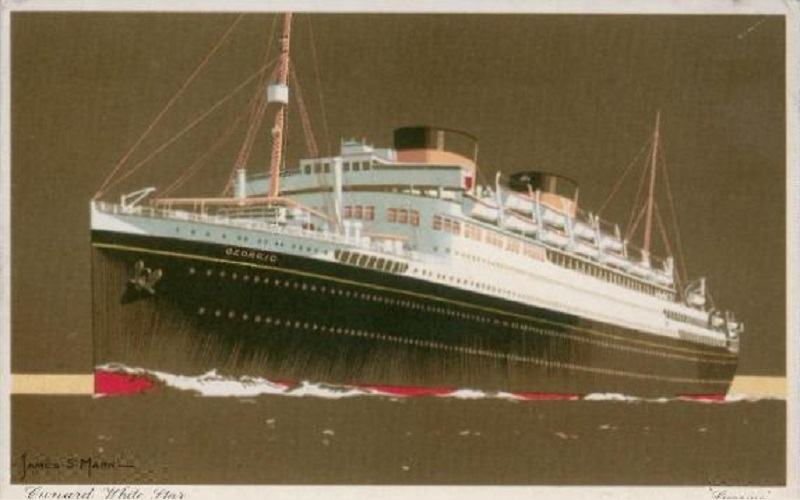
Avec son jumeau le, le Britannic est le seul paquebot de la White Star Line restant en service après la fusion de cette dernière avec la Cunard Line.

Durant cette période de crise économique, la White Star Line connaît des difficultés supplémentaires : Kylsant est en effet emprisonné en 1931 pour avoir publié de faux comptes. Quant à la situation économique de la compagnie, elle empire d'année en année. La Cunard Line n'étant pas en meilleure santé, Neville Chamberlain, alors Chancelier de l'Échiquier, fait pression sur les deux compagnies (en proposant d'aider financièrement la construction du Queen Mary) afin qu'elles fusionnent, dans le but de préserver le prestige maritime britannique. Le 11 mai 1934, les deux compagnies forment la Cunard-White Star Line, la seconde étant en position minoritaire dans l'ensemble.
La plupart des navires de la White Star Line sont alors envoyés à la casse entre 1934 et 1936 et seuls le Britannic et le Georgic restent en service. Le Laurentic est également conservé jusqu'à son naufrage en 1940, mais n'effectue plus jamais de service commercial. Depuis Liverpool, ils se partagent la tâche avec plusieurs « Cunarders », conservent leurs cheminées aux couleurs de leur compagnie d'origine et son pavillon, mais arborent également désormais le lion emblématique de la Cunard. La même année, le Britannic connaît une rapide refonte : son pont promenade à l'origine ouvert est couvert, comme c'était déjà le cas sur son sister-ship et une salle radar est installée à l'intérieur de sa cheminée avant, factice. Le 19 avril suivant, le Britannic et son jumeau sont désormais affectés à la ligne entre Londres et New York, faisant d'eux les plus gros navires à naviguer sur la Tamise. Ils poursuivent ce service jusqu'à la Seconde Guerre mondiale.
Parmi les cabin ships, de nouveaux navires apparaissent : le Manhattan et le Washington pour les United States Lines d'une part, le Lafayette et le Champlain de la Compagnie générale transatlantique d'autre part. Les chiffres de 1937 montrent qu'en neuf traversées, le Britannic transporte 26 943 passagers. Son jumeau en transporte quelques centaines de plus et seul le Champlain atteint un nombre de passagers supérieur aux deux Britanniques, mais en plus de voyages. Les performances moindres du Britannic par rapport à son jumeau s'expliquent en partie par l'avarie de machines qu'il connaît le 4 janvier 1937 en quittant New York, qui contraint à l'envoyer en cale sèche pour réparations.

### Seconde Guerre mondiale
Alors que la Seconde Guerre mondiale s'annonce imminente, le Britannic est réquisitionné dès le 27 août 1939, alors qu'il revient de New York. L'escale qu'il devait faire à Southampton devient son terminus et le navire y est rapidement équipé pour servir de transports de troupes. Il part quelques jours plus tard pour Glasgow pour embarquer des officiers de l'armée des Indes britanniques et des officiers navals, qui sont transportés à Bombay où le navire est armé de canons et repart pour l'Angleterre avec plusieurs tonnes de marchandises. Il reprend ensuite son service commercial après cet unique voyage.
Il est à nouveau réquisitionné le 23 août 1940 pour des voyages l'amenant à faire le tour de l'Afrique, puis à se rendre à nouveau à Bombay. Durant les deux années qui suivent, le Britannic continue à desservir l'Inde en passant par Le Cap. Sa capacité, à l'origine de 3 000 hommes de troupe, est par la suite portée à 5 000. En 1943, il sert de navire de commandement dans le cadre d'un convoi pour débarquer des troupes à Alger. Par la suite, entre novembre de cette même année et mai 1944, il effectue huit traversées de l'Atlantique Nord et transporte 20 000 soldats américains. Il transporte ensuite des troupes en Italie et au Proche-Orient.
En avril et mai 1945, enfin, il est chargé de ramener au Canada les femmes britanniques épousées par les soldats ainsi que leurs enfants. Il continue à desservir plusieurs de ces théâtres jusqu'à la fin de l'année. On compte alors 173 550 passagers transportés depuis le début de la guerre, sur 324 792 miles. À la fin du conflit, le Britannic est temporairement conservé sous la tutelle de l’État pour continuer à rapatrier les soldats. Il est libéré de ce service en mars 1947 et doit subir une importante refonte à Liverpool, sous la direction des chantiers Harland & Wolff, pour lui permettre de reprendre son service. Cette refonte permet de fortement moderniser ses intérieurs.

### Service d'après guerre: le dernier paquebot de la White Star Line

Le Britannic est le dernier paquebot à arborer l'emblème de la White Star Line lorsqu'il est retiré du service en 1960.

Le Britannic effectue son premier voyage d'après-guerre entre Liverpool et New York, via Cobh, le 22 mai 1948, tandis que ses nouvelles installations font l'objet d'une campagne de promotion menée par la Cunard-White Star. À la fin de l'année 1949, la Cunard Line, ayant racheté toutes les parts de la Cunard-White Star appartenant à cette dernière, reprend son nom d'origine à partir de 1950. Cependant, le Britannic, de même que le Georgic (bien que ce dernier soit désormais propriété du Ministère des Transports, mais toujours exploité par la Cunard), affichent toujours les couleurs de leur compagnie d'origine sur leur cheminée et continuent à arborer les pavillons des deux compagnies.
Le 28 janvier 1950, le Britannic doit repousser une croisière de New York vers la Méditerranée à la suite d'une avarie de machines. Le 1er juin suivant, il heurte et endommage le cargo Pioneer Land dans le port de New York, mais peut continuer sa traversée sans dommages. Il poursuit durant les années 1950 son service, alternant traversées transatlantiques l'été et de longues croisières d'hiver, qui prennent une place de plus en plus prépondérante dans sa carrière au fil du temps et peuvent durer plus de cinquante jours. Ces années sont légèrement troublées par deux débuts d'incendie, en 1953 et 1955, qui ne mettent pas le navire en danger, bien que le second détruise une partie de sa cargaison. En janvier 1955, le retrait du Georgic, envoyé à la casse l'année suivante, fait du Britannic le dernier paquebot de la White Star en service commercial.
En 1958, il est annoncé la construction d'un nouveau navire destiné à remplacer le Britannic en 1961 ; la commande n'aboutit cependant jamais, les paquebots n'ayant plus la même popularité face aux avions de ligne. Début 1960, il effectue son ultime croisière entre New York et la Méditerranée, avec un total de 23 escales en 66 jours. Cependant, l'équipage doit apporter une attention croissante aux machines qui montrent d'importants signes de vieillissement. Début mai, à New York, des bruits suspects font découvrir aux mécaniciens qu'un des vilebrequins principaux du navire est sévèrement endommagé, au point que sa traversée suivante est annulée pour permettre des réparations temporaires. Il apparait alors clairement que des réparations supplémentaires ne seraient pas rentables pour la Cunard et la décision de la compagnie est encore accélérée par une grève des marins survenue peu avant. Le Britannic termine donc sa saison sur l'Atlantique Nord, effectuant son dernier départ de Liverpool le 11 novembre 1960. À son retour, le 16 décembre, il part pour Inverkeithing. Ayant été vendu à une société de récupération de métaux, il est démantelé là-bas l'année suivante.

## Caractéristiques

### Éléments techniques

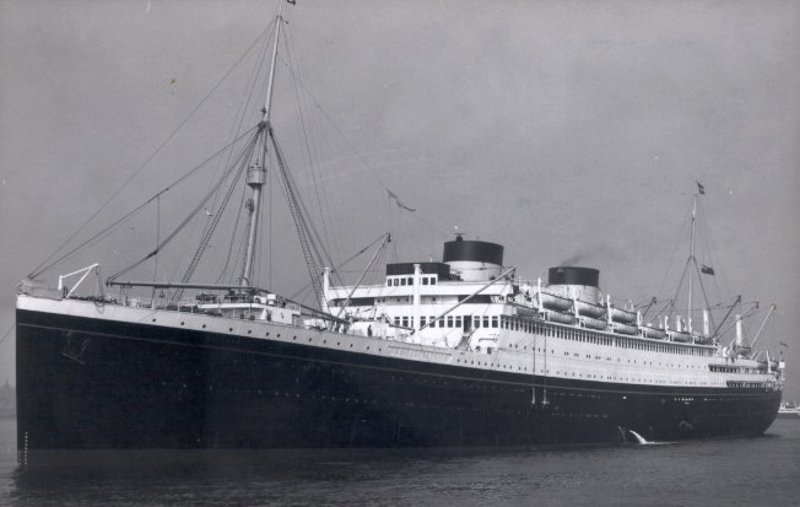
Le Britannic arbore deux cheminées tassées. Seule la cheminée arrière fume : la première est factice et abrite notamment une installation radar et des réserves d'eau.

Le Britannic est un paquebot de taille moyenne comparée aux plus imposants navires que possède la White Star Line lors de sa mise en service. Il jauge en effet 26 943 tonneaux de jauge brute et mesure 217 mètres de long sur 25 de large. Comme les autres navires de la compagnie, il arbore une coque noire barrée d'une ligne dorée et est recouvert d'une peinture antirouille rouge sur sa partie inférieure. La superstructure est pour sa part blanche et les cheminées peintes en ocre brun surmonté d'une manchette noire. Sur le Britannic, celles-ci diffèrent radicalement des tuyaux fins et hauts que portaient tous les autres navires de la White Star Line ; elles sont au contraire larges et tassées, selon un schéma déjà utilisé par les chantiers Harland & Wolff quelques années auparavant pour l'Alcantara et l'Asturias de la Royal Mail. La cheminée avant est en réalité factice.
Le paquebot est propulsé par des moteurs Diesel actionnant deux hélices et est avec son jumeau, le Georgic, le seul navire à moteur de la White Star Line. Il s'agit en 1930 des plus grosses machines de ce type jamais construites et leur complexité rend très difficile la recherche de mécaniciens capables de les faire fonctionner. Elles permettent en revanche de très grandes économies de carburant, point non négligeable à une époque de crise économique qui pousse les compagnies maritimes à rechercher toutes les économies possibles. Les performances de ces machines sont soulignées par les journalistes qui embarquent à bord du Britannic lors de sa traversée entre Belfast et Liverpool, juste après ses essais. L'un d'eux écrit que les vibrations sont tellement absentes que l'on oublie que l'on est sur un navire. Un autre ajoute que « la salle des machines est si fraîche qu'on y trouve des radiateurs électriques pour la maintenir au chaud en hiver ».
Du point de vue de la sécurité, le Britannic est divisé en compartiments étanches par douze cloisons et des portes qui peuvent être fermées manuellement, ou électriquement depuis la passerelle de navigation. S'y ajoutent 24 canots de sauvetage classiques, deux canots à moteur et deux canots « de secours » permettant d'évacuer tous les passagers. Lors de sa refonte de 1947 - 1948, après la Seconde Guerre mondiale, le paquebot reçoit des systèmes perfectionnés de détection et de lutte contre les incendies. Après cette refonte qui ferme ses ponts promenades pour les protéger des intempéries, le paquebot voit son tonnage porté à 27 666 tonneaux.
Enfin, le Britannic est équipé de huit vastes cales à marchandises, dont une peut transporter des voitures non emballées et deux autres permettent le transport de cargaisons réfrigérées.

### Évolution des intérieurs

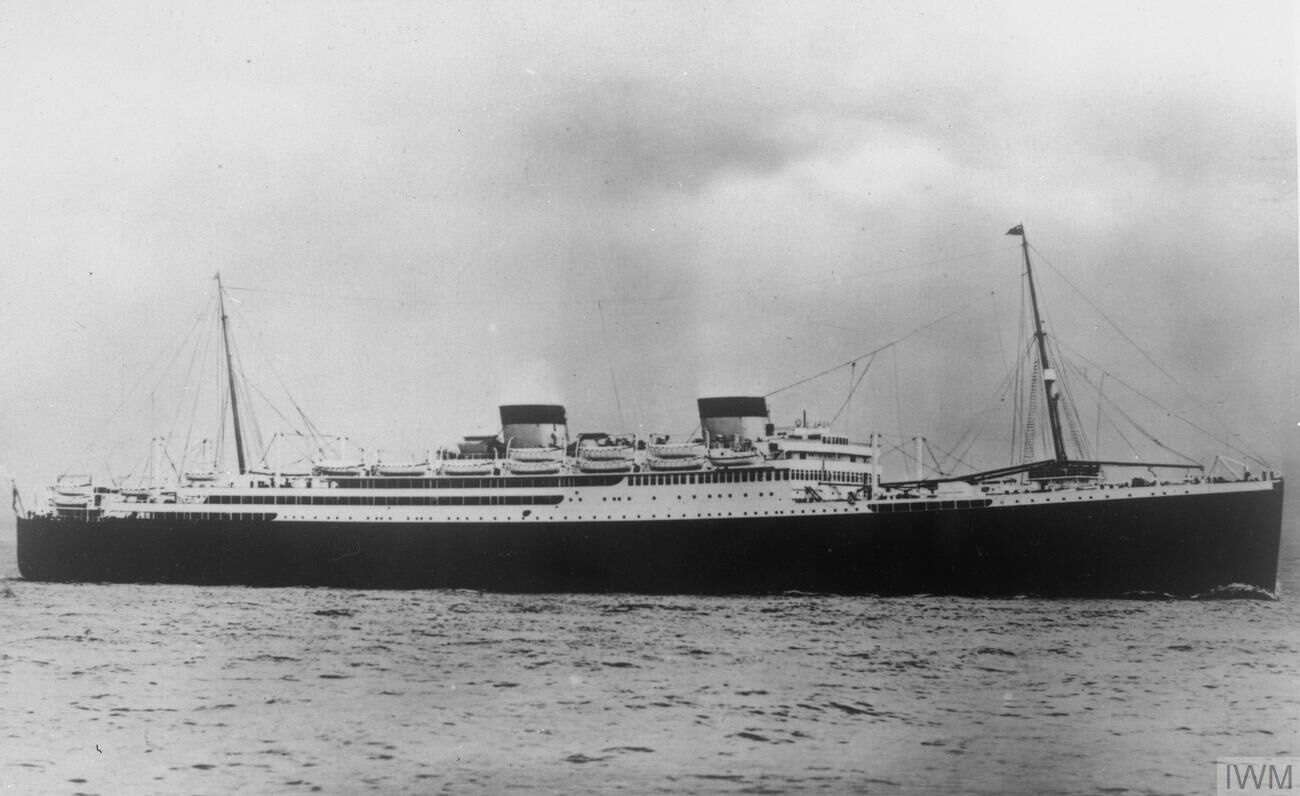
Bien que de taille modeste par rapport aux plus gros navires en service en 1930, le Britannic est, à ses débuts, le plus gros cabin ship au monde.

Le Britannic est un « cabin ship », c'est-à-dire un navire conçu pour transporter des passagers dans des conditions de confort comparables à celles offertes par les grands paquebots de ligne, mais à des vitesses moindres, ce qui permet une nette réduction des tarifs. Le navire peut transporter 504 passagers en classe « cabine » (équivalent d'une première classe), 551 dans ce que les conférences de l'Atlantique, régulant les tarifs, nomment à l'origine « Tourist Third Cabin », plus généralement qualifié de classe Touriste et enfin 498 passagers de troisième classe. Les deux premières classes offrent cependant des installations très proches et sont conçues pour être réunies lors des croisières. Les installations de classe cabine se trouvent au centre du navire, la classe touriste à l'arrière et la troisième classe à l'avant.
Malgré la taille moyenne du navire, l'espace gagné grâce à ses machines permet de créer des pièces spacieuses destinées aux passagers. Le Britannic est décoré à partir de styles divers, populaires durant les années 1920. Lors de la refonte d'après-guerre, le navire est redécoré dans un style Art déco qui était déjà celui de son jumeau Georgic. Une partie significative des cabines sont pourvues de salles de bains et toutes disposent d'eau courante chaude et froide, ce qui est encore rare à l'époque. Les cabines les plus luxueuses sont deux suites situées sur le pont A, pourvues d'un salon, d'une chambre et d'une salle de bains.
Les passagers de classe cabine peuvent profiter à bord du Britannic d'un salon, d'un gymnase, d'un fumoir, d'un café véranda, de boutiques, d'un salon pour dames, d'une salle à manger, d'une salle de jeux pour les enfants et d'une piscine. Les installations des deux autres classes, moins diverses, restent somptueusement décorées. Un équipage de 500 personnes est affecté au navire, dont une bonne partie est destinée à s'occuper des passagers. La refonte d'après guerre réduit fortement le nombre de passagers transportés, afin de permettre à presque toutes les cabines de disposer de salles de bains. En 1948, le Britannic peut donc transporter 429 passagers de première classe et 564 en touriste, chiffres qui évoluent encore, lors de sa dernière année, en 369 passagers de première et 608 de touriste. Le navire reçoit également une nouvelle piscine à cette époque. À son entrée en service, le Britannic est le plus imposant et le plus luxueux des cabin ships en service, ce qui lui assure un grand succès, bien qu'il soit par la suite dépassé par son jumeau et par le Champlain de la Compagnie générale transatlantique.